# Karl Menzies
Karl Menzies (Devonport, 17 juni 1977) is een Australisch wielrenner die anno 2015 rijdt voor UnitedHealthcare. Hij is prof sinds 2006 en is vooral actief in de UCI Oceania Tour en de UCI America Tour.

## Belangrijkste overwinningen
2003
Eindklassement Cascade-Lounge Bar Nothern Tour
2004
1e etappe Herald Sun Tour
2005
2e etappe Tour of Southland
2e etappe International Cycling Classic
Eindklassement International Cycling Classic
2006
4e etappe Nature Valley Grand Prix
Eindklassement Nature Valley Grand Prix
3e etappe Parker Mainstreet omnium
Eindklassement Parker Mainstreet omnium
2e etappe Redlands Bicycle Classic
2e etappe Tour de Nez
1e etappe Tour de Toona
2e etappe Herald Sun Tour
12e etappe International Cycling Classic
2007
1e etappe Tour Down Under
2009
Eindklassement Ronde van Elk Grove
2010
4e etappe Joe Martin Stage Race
2011
1e etappe Ronde van Elk Grove

## Ploegen
- 2005- Advantage Benefits Endeavour Cycling Team
- 2006- Health Net presented by Maxxis
- 2007- Health Net presented by Maxxis
- 2008- Health Net presented by Maxxis
- 2009- OUCH presented by Maxxis
- 2010- UnitedHealthcare presented by Maxxis
- 2011- UnitedHealthcare Pro Cycling
- 2012- UnitedHealthcare Pro Cycling
- 2013- Unitedhealthcare Pro Cycling Team
- 2014- Unitedhealthcare Pro Cycling Team
- 2015- UnitedHealthcare Pro Cycling Team